# Júnior Caiçara
Uilson de Souza Paula Júnior, mais conhecido como Júnior Caiçara (Santos, 27 de abril de 1989), é um futebolista brasileiro que atua como lateral-direito. Atualmente, está no Primavera.

## Carreira

### Antecedentes
Júnior Caiçara iniciou sua carreira no São Vicente quando tinha 16 anos de idade, Após se destacar em campeonatos de juniores pelo São Vicente, Júnior foi para o Santo André, time pelo qual disputou uma Copa São Paulo de Futebol Júnior e alguns torneios no exterior.

### Santo André
Júnior Caiçara foi revelado nas categorias de base do Santo André no ano de 2008, participando do time B na Copa Paulista.

### CSA
No início de 2009, ele foi emprestado ao CSA. No clube, disputou apenas 13 partidas.

### Retorno ao Santo André
Em maio de 2009, Júnior Caiçara retornou ao EC Santo André. Ele fez sua reestreia no dia 16 de maio, começando como titular e sendo expulso na vitória fora de casa por 4–2 sobre o Coritiba.

### América de Rio Preto
No dia 10 de dezembro de 2009, Júnior Caiçara foi emprestado ao América de Rio Preto. No clube, disputou apenas quatro partidas do Campeonato Paulista da Série A2 antes de ser dispensado no dia 10 de fevereiro.

### Gil Vicente
Em 11 de junho de 2010, após o Santo André firmar uma parceria com o clube português Gil Vicente, foi anunciado o empréstimo de Júnior Caiçara ao time. Fez sua estreia no dia 7 de agosto, entrando como substituto em um empate em casa por 3–3 com o Moreirense, pela Taça da Liga de 2010–11. Na temporada de 2010–11, ajudou o time a ser promovido para a Primeira Liga de 2011–12 e foi campeão da Segunda Liga de 2010–11.[carece de fontes?]

### Ludogorets Razgrad
Depois de jogar duas temporadas pelo Gil Vicente, no dia 5 de junho de 2012, foi oficializada a contratação de Júnior Caiçara pelo clube búlgaro Ludogorets Razgrad, assinando um contrato de três anos.
No dia 11 de julho, Júnior Caiçara fez sua estreia pelo Ludogorets Razgrad com um gol e o seu primeiro título pelo clube. Ele abriu o placar na Supercopa da Bulgária de 2012 contra o Lokomotiv Plovdiv, a partida terminou em 3–1 para o Ludogorets. No dia 18 de julho, ele fez sua estreia em uma competição continental contra o Dínamo de Zagreb, pela segunda pré-eliminatória da Liga dos Campeões da UEFA de 2012–13.
Júnior Caiçara rapidamente se estabeleceu como lateral-direito titular do Ludogorets Razgrad, fazendo 28 jogos no Campeonato Búlgaro em sua temporada de estreia no clube, com o time conquistando o título do campeonato. Em 12 de dezembro de 2014, o Ludogorets Razgrad anunciou que Júnior Caiçara havia prorrogado seu contrato com um novo contrato de dois anos até 2017.

### Schalke 04
Em 25 de junho de 2015, foi anunciada a contratação de Júnior Caiçara pelo clube alemão Schalke 04 por 4,5 milhões de euros, assinando um contrato de três temporadas. Sua estreia pelo clube aconteceu no dia 8 de agosto, entrando como titular em uma vitória fora de casa por 5–0 sobre o MSV Duisburg, pela Copa da Alemanha de 2015–16.[carece de fontes?] Seu primeiro e único gol pelo clube aconteceu em 3 de novembro de 2016, em uma vitória em casa por 2–0 sobre o Krasnodar, pela Liga Europa da UEFA de 2016–17.

### İstanbul Başakşehir
Em 16 de janeiro de 2017, Júnior Caiçara se transferiu para o clube turco İstanbul Başakşehir, por 3 milhões de euros e um contrato de 3 anos e meio. Ele fez sua estreia pelo clube no dia 19 de janeiro, entrando como substituto em um empate em casa por 0–0 com o Yeni Amasyaspor, pela Copa da Turquia de 2016–17.
Foi peça importante para que o clube conquistasse a maior glória da sua história: o título nacional da temporada 2019/2020.
No ano seguinte, sofreu uma ruptura do tendão de aquiles em um confronto da Champions League contra o Leipzig, na Alemanha, em outubro de 2020.
Seu primeiro gol pelo clube aconteceu no dia 21 de dezembro de 2021, em uma vitória em casa por 3–1 sobre o Giresunspor, pelo Campeonato Turco de 2021–22.[carece de fontes?]
Em 19 de fevereiro de 2023, Júnior Caiçara rescindiu seu contrato com o İstanbul Başakşehir, deixando o clube após sete temporadas disputadas pelo clube. Foram 200 partidas, 22 assistências e 2 gols marcados.

### Santos
No dia 21 de agosto de 2023, o Santos anunciou a contratação de Júnior Caiçara, retornando ao futebol brasileiro depois de 13 anos, por um contrato até o final do Campeonato Brasileiro. Antes disso, o jogador precisou passar por uma avaliação médica e física três dias antes. Só depois dos resultados, o clube definiu a contratação do jogador. Fez sua estreia pelo clube no dia 3 de setembro, entrando como substituto de Rodrigo Fernández em uma derrota fora de casa por 2–0 para o América Mineiro, pelo Campeonato Brasileiro.

### Retorno ao Santo André
No dia 3 de janeiro de 2024, foi anunciada a contratação de Júnior Caiçara pelo Santo André, retornando ao clube depois de 15 anos, com um contrato até o final do Campeonato Paulista.

## Vida pessoal
Nascido na cidade de Santos, o apelido de Júnior Caiçara veio do local onde morou durante boa parte de sua vida na Baixada Santista. Caiçara é o nome dado para designar as pessoas que vivem na região do litoral paulista.
Júnior Caiçara é elegível tanto para o Brasil quanto para a Bulgária, pois em 1 de julho de 2014, ele obteve um passaporte búlgaro e pode jogar pela Bulgária a partir de 2017, ele demonstrou interesse em representar a Seleção Búlgara.

## Estatísticas
Atualizado até 10 de março de 2024.

### Clubes
| Equipe              | Temporada         | Campeonato nacional | Campeonato nacional | Campeonato nacional | Copa nacional[a] | Copa nacional[a] | Copa nacional[a] | Competições continentais[b] | Competições continentais[b] | Competições continentais[b] | Outros torneios[c] | Outros torneios[c] | Outros torneios[c] | Total | Total | Total   |
| Equipe              | Temporada         | Jogos               | Gols                | Assist.             | Jogos            | Gols             | Assist.          | Jogos                       | Gols                        | Assist.                     | Jogos              | Gols               | Assist.            | Jogos | Gols  | Assist. |
| ------------------- | ----------------- | ------------------- | ------------------- | ------------------- | ---------------- | ---------------- | ---------------- | --------------------------- | --------------------------- | --------------------------- | ------------------ | ------------------ | ------------------ | ----- | ----- | ------- |
| Santo André         | 2008              | 0                   | 0                   | 0                   | 0                | 0                | 0                | —                           | —                           | —                           | 10                 | 0                  | 0                  | 10    | 0     | 0       |
| Santo André         | 2009              | 1                   | 0                   | 0                   | —                | —                | —                | —                           | —                           | —                           | —                  | —                  | —                  | 1     | 0     | 0       |
| Santo André         | 2024              | —                   | —                   | —                   | —                | —                | —                | —                           | —                           | —                           | 9                  | 0                  | 0                  | 9     | 0     | 0       |
| Santo André         | Total             | 1                   | 0                   | 0                   | 0                | 0                | 0                | 0                           | 0                           | 0                           | 19                 | 0                  | 0                  | 20    | 0     | 0       |
| CSA                 | 2009              | —                   | —                   | —                   | 4                | 0                | 0                | —                           | —                           | —                           | 9                  | 1                  | 0                  | 13    | 1     | 0       |
| CSA                 | Total             | 0                   | 0                   | 0                   | 4                | 0                | 0                | 0                           | 0                           | 0                           | 9                  | 1                  | 0                  | 13    | 1     | 0       |
| América-SP          | 2010              | —                   | —                   | —                   | —                | —                | —                | —                           | —                           | —                           | 4                  | 0                  | 0                  | 4     | 0     | 0       |
| América-SP          | Total             | 0                   | 0                   | 0                   | 0                | 0                | 0                | 0                           | 0                           | 0                           | 4                  | 0                  | 0                  | 4     | 0     | 0       |
| Gil Vicente         | 2010–11           | 28                  | 1                   | 0                   | 2                | 0                | 0                | —                           | —                           | —                           | 5                  | 1                  | 1                  | 36    | 2     | 1       |
| Gil Vicente         | 2011–12           | 28                  | 0                   | 1                   | 1                | 0                | 0                | —                           | —                           | —                           | 6                  | 1                  | 0                  | 35    | 1     | 1       |
| Gil Vicente         | Total             | 56                  | 1                   | 1                   | 3                | 0                | 0                | 0                           | 0                           | 0                           | 11                 | 2                  | 1                  | 71    | 3     | 2       |
| Ludogorets Razgrad  | 2012–13           | 28                  | 0                   | 0                   | —                | —                | —                | 2                           | 0                           | 0                           | 1                  | 1                  | 0                  | 31    | 1     | 0       |
| Ludogorets Razgrad  | 2013–14           | 29                  | 0                   | 0                   | 8                | 0                | 0                | 15                          | 0                           | 0                           | 1                  | 0                  | 0                  | 53    | 0     | 0       |
| Ludogorets Razgrad  | 2014–15           | 26                  | 0                   | 0                   | 6                | 0                | 0                | 11                          | 0                           | 0                           | 1                  | 0                  | 0                  | 44    | 0     | 0       |
| Ludogorets Razgrad  | Total             | 83                  | 0                   | 0                   | 14               | 0                | 0                | 28                          | 0                           | 0                           | 3                  | 1                  | 0                  | 128   | 1     | 0       |
| Schalke 04          | 2015–16           | 23                  | 0                   | 3                   | 2                | 0                | 0                | 7                           | 0                           | 1                           | —                  | —                  | —                  | 32    | 0     | 4       |
| Schalke 04          | 2016–17           | 3                   | 0                   | 0                   | 2                | 0                | 1                | 4                           | 1                           | 0                           | —                  | —                  | —                  | 9     | 1     | 1       |
| Schalke 04          | Total             | 26                  | 0                   | 3                   | 4                | 0                | 1                | 11                          | 1                           | 1                           | 0                  | 0                  | 0                  | 41    | 1     | 5       |
| İstanbul Başakşehir | 2016–17           | 14                  | 0                   | 4                   | 4                | 0                | 0                | —                           | —                           | —                           | —                  | —                  | —                  | 18    | 0     | 4       |
| İstanbul Başakşehir | 2017–18           | 31                  | 0                   | 7                   | 1                | 0                | 0                | 10                          | 0                           | 1                           | —                  | —                  | —                  | 42    | 0     | 2       |
| İstanbul Başakşehir | 2018–19           | 33                  | 0                   | 2                   | 2                | 0                | 0                | 2                           | 0                           | 0                           | —                  | —                  | —                  | 37    | 0     | 2       |
| İstanbul Başakşehir | 2019–20           | 33                  | 0                   | 4                   | —                | —                | —                | 11                          | 0                           | 1                           | —                  | —                  | —                  | 44    | 0     | 5       |
| İstanbul Başakşehir | 2020–21           | 8                   | 0                   | 0                   | —                | —                | —                | 1                           | 0                           | 0                           | —                  | —                  | —                  | 9     | 0     | 0       |
| İstanbul Başakşehir | 2021–22           | 27                  | 2                   | 0                   | 1                | 0                | 0                | —                           | —                           | —                           | —                  | —                  | —                  | 28    | 2     | 0       |
| İstanbul Başakşehir | 2022–23           | 12                  | 0                   | 1                   | 1                | 0                | 0                | 9                           | 0                           | 0                           | —                  | —                  | —                  | 22    | 0     | 1       |
| İstanbul Başakşehir | Total             | 158                 | 2                   | 18                  | 9                | 0                | 0                | 33                          | 0                           | 2                           | 0                  | 0                  | 0                  | 200   | 2     | 20      |
| Santos              | 2023              | 5                   | 0                   | 0                   | —                | —                | —                | —                           | —                           | —                           | —                  | —                  | —                  | 5     | 0     | 0       |
| Santos              | Total             | 5                   | 0                   | 0                   | 0                | 0                | 0                | 0                           | 0                           | 0                           | 0                  | 0                  | 0                  | 5     | 0     | 0       |
| Primavera           | 2025              | —                   | —                   | —                   | —                | —                | —                | —                           | —                           | —                           | 0                  | 0                  | 0                  | 0     | 0     | 0       |
| Primavera           | Total             | 0                   | 0                   | 0                   | 0                | 0                | 0                | 0                           | 0                           | 0                           | 0                  | 0                  | 0                  | 0     | 0     | 0       |
| Total na carreira   | Total na carreira | 329                 | 3                   | 22                  | 34               | 0                | 1                | 72                          | 1                           | 3                           | 46                 | 4                  | 1                  | 481   | 8     | 27      |

- a. ^ Jogos da Copa do Brasil, da Taça de Portugal, da Copa da Bulgária, da Copa da Alemanha e da Copa da Turquia
- b. ^ Jogos da Liga dos Campeões da Europa, da Liga Europa da UEFA e da Liga Conferência Europa da UEFA
- c. ^ Jogos da Copa Paulista, do Campeonato Alagoano, do Campeonato Paulista - Série A2, da Taça da Liga, da Supercopa da Bulgária e do Campeonato Paulista

## Títulos
Gil Vicente
- Segunda Liga: 2010–11

Ludogorets
- Campeonato Búlgaro: 2012–13, 2013–14, 2014–15
- Copa da Bulgária: 2013–14
- Supercopa da Bulgária: 2012

İstanbul Başakşehir
- Campeonato Turco: 2019–20